# Reprezentacja Dżibuti w piłce nożnej mężczyzn
Reprezentacja Dżibuti – (fr. Équipe de Djibouti de football) narodowy zespół piłkarzy nożnych Dżibuti. W swojej historii nigdy nie zakwalifikowała się do mistrzostw świata.
Od 1994 roku jest członkiem FIFA, a od 1986 – CAF-u.

## Historia
W eliminacjach do mistrzostw świata zadebiutowała w 2000 roku. Przegrała już w pierwszej fazie, w dwumeczu okazała się gorsza od Demokratycznej Republiki Konga (1:1 i 1:9). W kwalifikacjach do Weltmeisterschaft 2006 nie brała udziału.
Drużyna narodowa Dżibuti jest jedną z najsłabszych reprezentacji piłkarskich na świecie. W historii swoich międzynarodowych występów wygrała tylko dwa mecze. W 1988 roku w towarzyskim spotkaniu pokonała 4:1 Jemen Południowy i w 2007 roku w eliminacjach do Mistrzostw Świata 2010 pokonała 1:0 Somalię.
Selekcjonerami reprezentacji są Mohamed Meraneh Hassan oraz Hamza Abdi Abbas.
Reprezentacja Dżibuti zajmuje 51 miejsce spośród 54 afrykańskich reprezentacji (stan na 6 października 2022).

## Udział wMistrzostwach Świata
- 1930 – 1978 – Nie brało udziału (było kolonią francuską)
- 1982 – 1994 – Nie brało udziału (nie było członkiem FIFA)
- 1998 – Nie brało udziału
- 2002 – Nie zakwalifikowało się
- 2006 – Nie brało udziału
- 2010 – 2022 – Nie zakwalifikowało się
- 2026 - kwalifikacje do rozegrania

## Udział wPucharze Narodów Afryki
- 1957 – 1978 – Nie brało udziału (było kolonią francuską)
- 1980 – 1986 – Nie brało udziału (nie było członkiem CAF)
- 1988 – 1998 – Nie brało udziału
- 2000 – 2002 – Nie zakwalifikowało się
- 2004 – Wycofało się z eliminacji
- 2006 – Nie brało udziału
- 2008 – Wycofało się z eliminacji
- 2010 – Nie zakwalifikowało się
- 2012 – 2015 – Nie brało udziału
- 2017 – 2023 – Nie zakwalifikowało się

## Udział w Igrzyskach Olimpijskich
- 1896 - 1976  - nie brało udziału (była kolonią francuską)
- 1980 - 2004 - nie brała udziału
- 2008 - nie zakwalifikowała się
- 2012 - 2020 - nie brała udziału

## Udział wPucharze Narodów Arabskich
- 1963 - 1966 - nie brała udziału (była kolonią francuską)
- 1985 - 2002 - nie brała udziału
- 2009 - anulowane podczas kwalifikacji
- 2012 - nie brała udziału
- 2021 - nie zakwalifikowała się

## Aktualny skład
Piłkarze, którzy zostali wybrani na kwalifikacje Pucharu Narodów Afryki na mecz przeciwko Sudanowi Południowemu. Występy i gole aktualne na 27 marca 2022.
| Imię i nazwisko         | Występy | Gole | Obecny klub           |
| ----------------------- | ------- | ---- | --------------------- |
| Innocent Mbonihankuye   | 19      | 0    | AS Port               |
| Omar Mahamoud           | 0       | 0    | FC Dikhil             |
| Yahya Houssein          | 0       | 0    | AS Port               |
| Ali Youssouf Farada     | 22      | 1    | FC Dikhil             |
| Ibrahim Aden Warsama    | 15      | 1    | AS Port               |
| Yabe Siad Isman         | 15      | 1    | Arta Solar 7          |
| Moussa Araita           | 6       | 0    | FC Dikhil             |
| Ibrahim Ali Mohamed     | 2       | 0    | Arta Solar 7          |
| Moustapha Abdi Osman    | 1       | 0    | Garde Républicaine FC |
| Warsama Hassan          | 16      | 1    | Arta Solar 7          |
| Saleh Bourhan Hassan    | 11      | 0    | AS Port               |
| Youssouf Abdi Ahmed     | 7       | 1    | ASAS Djibouti Télécom |
| Ahmed Youssouf          | 7       | 0    | AS Port               |
| Mogueh Idriss           | 2       | 0    | Arta Solar 7          |
| Fahmi Moussa            | 2       | 0    | Arta Solar 7          |
| Samatar Mohamed         | 1       | 0    | Garde Républicaine FC |
| Mahdi Houssein Mahabeh  | 22      | 6    | Arta Solar 7          |
| Hamza Abdi Idleh        | 20      | 2    | FC Dikhil             |
| Doualeh Mahamoud Elabeh | 19      | 0    | Arta Solar 7          |
| Mohamed Fouad Mohamed   | 12      | 0    | AS Port               |
| Samuel Akinbinu         | 9       | 2    | Arta Solar 7          |
| Omar Abdallah           | 2       | 0    | Garde Républicaine FC |